# Антон Король
Антон Король (Anton Korol; 8 жовтня 1916, Гуттентаг — 21 грудня 1981, Рюдесгайм) — німецький льотчик-ас штурмової авіації, лейтенант резерву люфтваффе. Кавалер Лицарського хреста Залізного хреста.

## Біографія
В юності займався планеризмом. В 1937 році призваний в армію і зарахований в 7-й піхотний полк. Учасник Польської і Французької кампаній. В серпні 1941 року перейшов в люфтваффе. Пройшов льотну підготовку і на початку 1943 року зарахований в 3-ю ескадрилью 2-ї штурмової ескадри, а потім призначений інструктором румунської авіагрупи, на момент капітуляції Румунії був єдиним німецьким пілотом у складі Королівських ПС Румунії. Королю вдалося уникнути полону і повернутися до своїх. З 1 вересня 1944 року — командир 10-ї (протитанкової) ескадрильї 2-ї штурмової ескадри «Іммельманн».
Всього за час бойових дій здійснив 704 бойові вильоти, за 6 місяців боїв знищив 99 і пошкодив понад 200 радянських танків. При цьому сам 4 рази був збитий.
Після війни став другом Ганса-Ульріха Руделя. Відмовився від численних пропозицій вступити в бундесвер.

## Нагороди
- Медаль «У пам'ять 1 жовтня 1938»
- Залізний хрест 2-го і 1-го класу
- Нагрудний знак пілота
- Нагрудний знак «За поранення» в чорному
- Почесний Кубок Люфтваффе (24 квітня 1944)
- Німецький хрест в золоті (13 червня 1944)
- Лицарський хрест Залізного хреста (12 березня 1945)
- Авіаційна планка штурмовика в золоті з підвіскою «700»